# Kyu

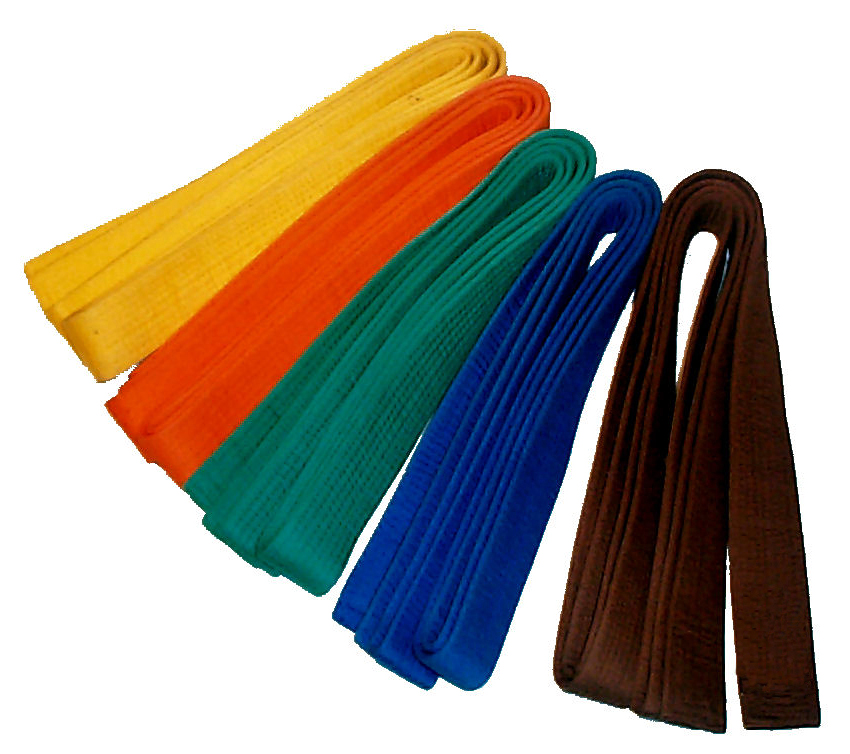
Kyu

Kyu of kyū (級, kyū) is het Japanse woord voor graad, niveau of klasse. In Japanse vechtsporten (budō) wordt het woord gebruikt voor de lagere graden (vanaf de zwarte band worden de graden met dan (段)) aangeduid. Kyu als klasse-aanduiding wordt ook gebruikt bij het bordspel go. Bij Koreaanse vechtkunsten wordt een kyu aangeduid met gup (급).

## Kyu in de vechtsporten
In het begin van de 19e eeuw kende het kyu-systeem in Japan twee verschillende kleuren band: 6e kyu t/m 4e kyu dragen een witte band, 3e t/m 1e kyu dragen een bruine band. Wittebanders hebben geen achtergrond van een bepaalde gevechtssport. Ze zijn leerlingen van de gevechtsleraar. Maar Europeanen vonden het Japanse graduatiesysteem niet heel duidelijk en zichtbaar. Om de motivatie te verhogen, introduceerde M. Kawaishi het systeem van zes gekleurde banden voor judo. Dit nieuwe systeem werd al snel overgenomen door andere gevechtssporten zoals karate en jiujitsu, omdat het systeem eenvoudig is, duidelijke eisen stelt en een goede uitvoering heeft.

### Het slippensysteem
Elke kyu-graad heeft een minimale leeftijdeis en een wachttijd. Om de leerlingen meer te motiveren, is een systeem met deelgraden ingesteld. De deelgraad van een kyu-graad wordt getoond door aan de gekleurde band een randje ("slip") in een hogere kleur toe te voegen of, zoals bij het goju-ryu karate, een mon.
| 6e kyu, rokkyu         | Witte band                  | Witte band                  | Witte band                          |
| 6e kyu, rokkyu         | Witte band met gele slip    | Witte band met gele slip    | Witte band met één gele slip        |
| 6e kyu, rokkyu         | Witte band met oranje slip  |                             | Witte band met twee gele slippen    |
| 6e kyu, rokkyu         | Witte band met groene slip  |                             |                                     |
| 6e kyu, rokkyu         | Witte band met blauwe slip  |                             |                                     |
| 6e kyu, rokkyu         | Witte band met bruine slip  |                             |                                     |
| 5e kyu, gokkyu         | Gele band                   | Gele band                   | Gele band                           |
| 5e kyu, gokkyu         | Gele band met oranje slip   | Gele band met oranje slip   | Gele band met één oranje slip       |
| 5e kyu, gokkyu         | Gele band met groene slip   |                             | Gele band met twee oranje slippen   |
| 5e kyu, gokkyu         | Gele band met blauwe slip   |                             |                                     |
| 5e kyu, gokkyu         | Gele band met bruine slip   |                             |                                     |
| 4e kyu, yonkyu, sinkye | Oranje band                 | Oranje band                 | Oranje band                         |
| 4e kyu, yonkyu, sinkye | Oranje band met groene slip | Oranje band met groene slip | Oranje band met één groene slip     |
| 4e kyu, yonkyu, sinkye | Oranje band met blauwe slip |                             | Oranje band met twee groene slippen |
| 4e kyu, yonkyu, sinkye | Oranje band met bruine slip |                             |                                     |
| 3e kyu, sankyu         | Groene band                 | Groene band                 | Groene band                         |
| 3e kyu, sankyu         | Groene band met blauwe slip | Groene band met blauwe slip | Groene band met één blauwe slip     |
| 3e kyu, sankyu         | Groene band met bruine slip |                             | Groene band met twee blauwe slippen |
| 2e kyu, nikyu          | Blauwe band                 | Blauwe band                 | Blauwe band                         |
| 2e kyu, nikyu          | Blauwe band met bruine slip | Blauwe band met bruine slip | Blauwe band met één bruine slip     |
| 1e kyu, ikkyu          | Bruine band                 | Bruine band                 | Bruine band                         |